# San Miguel el Alto
San Miguel el Alto è un comune del Messico, situato nello stato di Jalisco.